# باتريك إيفز
باتريك إيفز (بالإنجليزية: Patrick Eaves)‏ هو لاعب هوكي جليد أمريكي، ولد في 1 مايو 1984 في كالغاري في كندا.

## وصلات خارجية
- باتريك إيفز على موقع دوري الهوكي الوطني (الإنجليزية)
- باتريك إيفز على موقع EliteProspects.com (الإنجليزية)
- باتريك إيفز على موقع HockeyDB.com (الإنجليزية)
- باتريك إيفز على موقع Hockey-Reference.com (الإنجليزية)